# Kokō no mesu
Kokō no mesu (孤高のメス (Kokō no mesu)?, lett. "femmina solitaria") è un film del 2010 tratto da un racconto di Toshihiko Ogane. La pellicola, ambientata nel 1989, narra l’inizio dell'era dei trapianti in Giappone attraverso le vicende personali del Dr. Tōma, chirurgo giapponese con un brillante curriculum e un'indole solitaria.
Premiato per la scrupolosa ricostruzione del blocco operatorio e relativi interventi chirurgici (con i presidi in uso all’epoca).

## Trama
Dopo la cremazione della madre, il Dr. Kohei Nakamura, medico neolaureato in procinto di iniziare la specializzazione, trova il diario materno del 1989.
Quell’anno arrivò all’ospedale municipale di Sazanami il Dr. Tetsuhiko Tōma, specializzatosi a Pittsburg. Namiko, madre di Kohei, è un’infermiera di sala operatoria, madre single e disillusa dalla professione. Fin dal primo giorno, il Dr. Tōma sorprende tutti per la sua abilità chirurgica, compresa Namiko. La giovane infermiera riceve l’aiuto di Shizuka, insegnante che si prende cura del piccolo Kohei. Suo figlio, Makoto, sogna di diventare assistente sociale.
Nel frattempo, Tōma conquista una solida reputazione, suscitando l’invidia del Dr. Nomoto. Quando il Dr. Aoki scopre che un paziente è morto per un intervento maldestro di Nomoto, si confronta con lui, ma viene umiliato. Sul punto di dimettersi, riceve da Tōma una lettera di raccomandazione per l’ospedale di Pittsburg.
Durante una seduta comunale, il sindaco sviene: soffre di ipertensione portale dovuta alla cirrosi. L’unica cura è un trapianto di fegato, ma in Giappone manca ancora una legge sulla morte cerebrale. Tōma pensa a un donatore vivente, ma nessun familiare è compatibile.
Proprio allora Makoto ha un incidente e cade in coma irreversibile. Shizuka, disperata, chiede a Tōma di realizzare il desiderio del figlio: donare i suoi organi. Il medico, però, rischierebbe l’accusa di omicidio. Dopo molte riflessioni, propone il trapianto al consiglio dell’ospedale. Il direttore sanitario e il manager si oppongono, ma Tōma si assume la responsabilità, ottenendo infine il sostegno dei colleghi. Il manager però avverte il Dr. Nomoto, che allerta stampa e polizia.
Il Dr. Jitsukawa cerca di fermarlo, ma Tōma rivela che da bambino vide morire la madre mentre implorava cure: per lui, ogni vita merita la miglior assistenza possibile. Anche un poliziotto lo avverte che sarà arrestato, ma Tōma decide comunque di operare. Tra gli assistenti c’è Aoki, appena tornato da Pittsburg.
Il sindaco guarisce. Le accuse decadono e Nomoto viene deferito per negligenza. Nonostante il successo, Tōma si dimette: ha infranto le regole e il suo codice morale non gli consente di restare. Tutti lo salutano, tranne Namiko, che si sente abbandonata. Tuttavia, prima che parta, lo rincorre e trova il coraggio di esprimergli la sua gratitudine e ammirazione.
Dopo aver letto il diario, Kohei parte per la specializzazione in un ospedale di campagna. Mentre attende il primario, nota sulla scrivania una vecchia foto: tra il personale c’è Namiko. Il primario è proprio il Dr. Tōma.